# Félix Crousse
Félix Marie Crousse (Houtain-le-Val, 27 mei 1837 - Sint-Gillis, 9 november 1915) was een Belgisch senator en burgemeester.

## Levensloop
Crousse was likeurstoker. Hij werd gemeenteraadslid en burgemeester van zijn geboortedorp (1870-1890).
In 1894 werd hij verkozen tot liberaal senator voor het arrondissement Nijvel. Hij vervulde dit mandaat tot in 1900.